# Saint-Sulpice-de-Mareuil
Saint-Sulpice-de-Mareuil är en kommun i departementet Dordogne i regionen Nouvelle-Aquitaine i sydvästra Frankrike. Kommunen ligger i kantonen Mareuil som tillhör arrondissementet Nontron. År 2018 hade Saint-Sulpice-de-Mareuil 111 invånare.

## Befolkningsutveckling
Antalet invånare i kommunen Saint-Sulpice-de-Mareuil
Referens:INSEE